# Possessed (banda)
Possessed es una banda estadounidense de thrash metal formada en 1983 en San Francisco, California. Después de su separación en 1993, la banda regresó con el bajista/vocalista original Jeff Becerra en el 2007. Son conocidos por una forma muy rápida de tocar, y el estilo de voces guturales de Becerra es comúnmente citado como una influencia en el death metal. La influencia en el género es tan grande que se les conoce como "los padres del death metal" y son considerados la primera banda del género, así como los creadores del nombre del estilo por su primer demo titulado Death Metal (1984).

## Historia
La banda se formó en 1983. Los miembros originales eran Mike Torrao (guitarra), Mike Sus (batería) y Barry Fisk (voz). Luego del suicidio de Fisk, Jeff Becerra se unió a la banda como el nuevo bajista y vocalista. La formación se completó con el guitarrista Brian Montana. Durante los primeros meses se dedicaron a ensayar, componer canciones, y realizar presentaciones en vivo con bandas como Exodus. En 1984 lanzaron un demo titulado Death Metal, el cual llamó la atención de Brian Slagel de la compañía discográfica Metal Blade Records. El productor invitó a la banda a participar de un álbum recopilatorio llamado Metal Massacre 6, donde grabaron la canción "Swing of the Axe".
El primer álbum de la banda fue grabado por la compañía Combat Records, con la inclusión del guitarrista Larry LaLonde en reemplazo de Montana. El disco fue titulado Seven Churches y lanzado al mercado en octubre de 1985. Catalogado como el primer álbum de death metal, su ritmo y potencia eran nuevos para la época. Con su segundo trabajo titulado Beyond the Gates de 1986, siguieron con su fuerza y calidad de canciones, luego hicieron el miniálbum The Eyes of Horror en 1987, producido por Joe Satriani, el cual era el profesor de Larry LaLonde.
En 1989, Jeff Becerra queda en silla de ruedas luego de recibir un disparo en un asalto callejero.
Actualmente la banda de nuevo esta activa pero solo con Jeff Becerra como miembro original, mientras que los demás miembros son los integrantes de la banda Sadistic Intent.
El 11 de mayo de 2017, la disquera Nuclear Blast anunció su fichaje a Possessed, para un álbum que lanzarán en 2018. Este será el primer disco de la banda en más de 33 años.

## Miembros

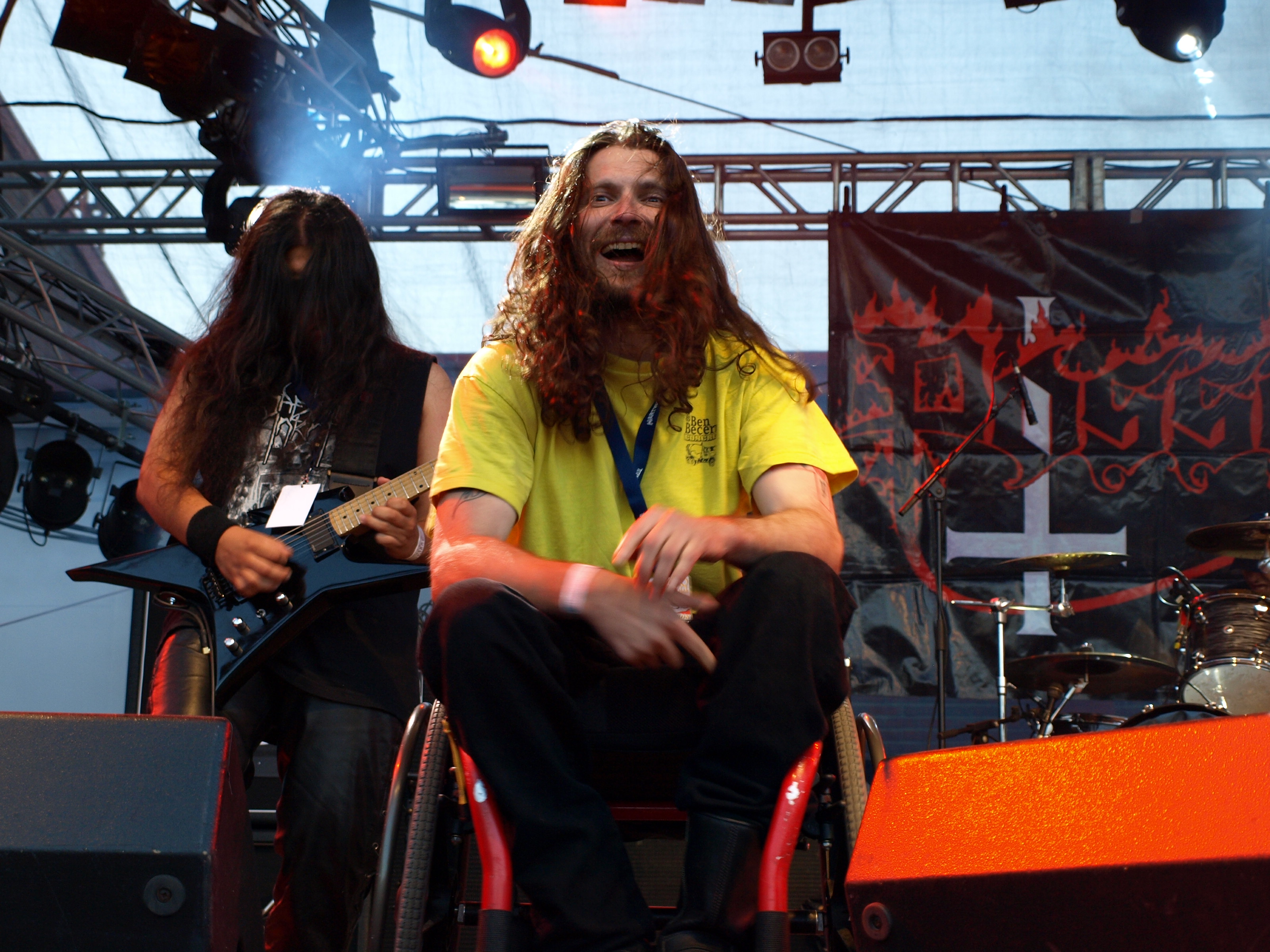
Jeff Becerra, Jalometalli 2008, Oulu.

- Jeff Becerra - Voz, Bajo (1983-1988, 2007-presente)
- Emilio Marquez - Batería (2007-presente)
- Daniel Gonzalez - Guitarra (2011-presente)
- Claudeous Creamer  - Guitarra (2011-presente)
- Tony Campos - Bajo (2011-presente)

## Discografía
Álbumes
- Seven Churches (1985)
- Beyond the Gates (1986)
- Revelations of Oblivion (2019)

Demo
- Death Metal (1984)
- Seven Churches Demo  (1985)
- 1991 Demo (1991)
- 1993 Demo (1993)

EP
- The Eyes of Horror (1987)

DVD
- Possessed by Evil Hell DVD (2007)

Otros
- Victims of Death: The Best of Possessed Compilación (1992)
- Fallen Angels Split (2003)
- Agony in Paradise En vivo (2004)
- Seven Gates of Horror Tributo (2004)
- Ashes From Hell EP Especial (2006)